# Europees kampioenschap basketbal mannen 1969
Eurobasket 1969 is het zestiende gehouden Europees Kampioenschap basketbal. Eurobasket 1969 werd georganiseerd door FIBA Europe. Twaalf landen die ingeschreven waren bij de FIBA, namen deel aan het toernooi dat gehouden werd in 1969 te Campania, Italië. Het basketbalteam van de Sovjet-Unie won in de finale van het toernooi met 81-72 van Joegoslavië, waarmee het de uiteindelijke winnaar van Eurobasket 1969 werd. De strijd om de derde en vierde plaats werd beslecht door Polen en Tsjecho-Slowakije. Tsjecho-Slowakije won met 77-75.

## Eindklassement
1. Sovjet-Unie
2. Joegoslavië
3. Tsjecho-Slowakije
4. Polen
5. Spanje
6. Italië
7. Bulgarije
8. Hongarije
9. Roemenië
10. Griekenland
11. Israël
12. Zweden

| Eurobasket 1969 winnaar  |
| ------------------------ |
| Sovjet-Unie Tiende titel |

## Individuele prijzen

### MVP (Meest Waardevolle Speler)
- Sergej Belov

### All-Star Team
- Sergej Belov
- Ivo Daneu
- Edward Jurkiewicz
- Clifford Luyk
- Krešimir Ćosić